# Sadeltak

Illustration över ett hus med sadeltak

Sadeltak, även kallat kroppåstak, är ett yttertak där två obrutna takfall är förenade uppe i taknocken och sluttar åt ett varsitt håll.
Sadeltaket är den vanligaste takformen i traditionell svensk arkitektur. I ett klimat med mycket snö är det praktiskt då snön i töväder kan rasa ner av sig själv, om takfallet är tillräckligt stort. Ungefär 45° fallhöjd är vanligt; vid mindre fall ligger snön ofta kvar. Gradantalet anpassades beroende på vilket material man använde som beläggning ovanpå yttertaket.  
En variant som påminner om sadeltaket är ett brutet tak som även kallas mansardtak. På detta sätt ökas takhöjden i utrymmet under de dubbla takfallen. Några andra typer av takformer är pulpettak, valmat tak och säteritak.